# Consol Blanch i Colat
Consol Blanch i Colat   (la Fatarella, 1947) és un química catalana, professora emèrita de la Universitat de Vic - Universitat Central de Catalunya (UVic-UCC), on va dirigir el Grup de Recerca en Alimentació i Medi Ambient. Va ser vocal de la Junta directiva de la Societat Catalana de Química (SCQ) per al trienni 2023-2025.
Va doctorar-se en Química per la Universitat de Barcelona el 1978 amb una tesi sobre la síntesi orgànica de compostos mimètics d'hormona juvenil d'insectes. Ha estat lligada al projecte universitari de Vic des dels seus inicis, des de la compleció de la formació (el 1978) fins a la jubilació (l'octubre del 2012). També ha col·laborat en tasques de formació continuada i de divulgació científica i ha coordinat les activitats de la Setmana de la Ciència a la UVic.
El 2023, va ser elegida vocal de la Junta directiva de la Societat Catalana de Química (SCQ) per al trienni 2023-2025. Aquest mateix any va presidir la ponència del "Reconeixement d’emplaçaments històrics representatius de la Química en el territori de parla catalana", distinció instituïda el 2021 i que atorga la SCQ.
A banda, és coneguda per organitzar activitats diverses amb relació a la tòfona, a partir de la seva recerca. El 2009, el seu equip de recerca va treballar en col·laboració amb els cansaladers i xarcuters de Centelles per produir botifarra d'ou i secallona aromatitzades amb tòfona, que es van presentar a la Fira de la Tòfona de Centelles d'aquell any. El 2014, va impulsar la celebració de la primera Conferència Internacional sobre la Tòfona, que va reunir a la Universitat de Vic investigadors de tot el món per debatre i mostrar els avenços més recents en diversos aspectes de la recerca sobre aquest fong, altament apreciat en gastronomia. El congrés va comptar amb la participació dels xefs Joan Roca i Nandu Jubany. A més, Blanch és una participant habitual de Trufforum Vic, la festa de la tòfona i la gastronomia que se celebra el mes de febrer a Vic, a l'edifici del Sucre de Vic (antiga sucreria on s'obtenia sucre roig fet a partir de remolatxa). De fet, gràcies a la seva «tenacitat i perseverança», el 2022 l'edifici va ser reconegut com a «Emplaçament Històric de la Química en el territori de parla catalana» per part de la Societat Catalana de Química.
Com a reconeixement a la seva tasca en recerca, formació i divulgació científica, l'any 2025 la Universitat de Vic va instituir la Beca Consol Blanch, consistent en un ajut econòmic per pagar la matrícula al Curs de Postgrau en Comunicació Científica UVic-Eduscopi.